# میتسوبیشی کی-۱
میتسوبیشی کی-۱ (به انگلیسی: Mitsubishi Ki-1) یا بمب‌افکن سنگین مدل ۹۳ نیروی زمینی (به ژاپنی: 九三式重爆撃機) یک بمب‌افکن تک‌باله دوموتوره ساخت شرکت میتسوبیشی در امپراتوری ژاپن بود که در دهه ۱۹۳۰ میلادی برای خدمت در سرویس هوایی نیروی زمینی امپراتوری ژاپن طراحی شد و نخستین پرواز خود را در ماه اوت سال ۱۹۳۲ انجام داد.
با وجود قدیمی شدن فناوری به کار برده شده در آن، از کی-۱ در جریان جنگ دوم چین و ژاپن در منچوری و شمال چین و عمدتاً در مناطقی که حضور جنگنده‌های دشمن کم رنگ تر بود، نیز استفاده گردید.
به‌طور کلی به جهت ضعف بنیادین در عملکرد، این هواگرد تجربه شکست خورده‌ای برای میتسوبیشی و ارتش امپراتوریی ژاپن به حساب می‌آید.

## طراحی و توسعه
در ماه فوریه سال ۱۹۳۱ عوامل شرکت میتسوبیشی در دیداری که از تأسیسات شرکت یونکرس در شهر مالمو سوئد داشتند تنها پیش‌نمونه هواگرد کا ۳۷ که نظامی شده هواگرد غیرنظامی آلمانی یونکرس اس ۳۶ بود، را به همراه تمامی اوراق طراحی آن خریداری کردند.
این هواگرد به ژاپن منتقل، به نیروی زمینی اهدا و در درگیری‌های سال ۱۹۳۱ منچوری مورد آزمایش قرار گرفت. با توجه به تجربیات حاصله، سرویس هوایی نیروی زمینی امپراتوری ژاپن (عدم وجود نیروی هوایی مستقل در امپراتوری ژاپن) در ماه آوریل سال ۱۹۳۲ سفارش تولید یک بمب‌افکن سنگین جهت جایگزینی بمب افکن سنگین مدل ۸۷ نیروی زمینی را به میتسوبیشی ارائه کرد. در این سفارش به لزوم تولید یک بمب‌افکن سنگین تک‌باله دو موتوره (هر یک ۸۰۰ اسب بخار) با ظرفیت حمل ۱۰۰۰ کیلوگرم بمب اشاره شده بود. توان پرواز با یکی از دو موتور و حداکثر سرعت ۲۴۰ کیلومتر بر ساعت نیز از موارد تصریحی در درخواست ارتش بود.
بمب‌افکن سنگین کی-۱ که پیکربندی مشابهی به کا ۳۷ داشت اما از منظر اندازه بسیار بزرگ‌تر از آن بود، نخستین پرواز خود را در ماه اوت سال ۱۹۳۲ میلادی انجام داد. در مجموع ۱۱۸ فروند از کی-۱ در قالب دو مدل بین ماه مارس سال ۱۹۳۳ و ماه آوریل سال ۱۹۳۶ تولید گردید.

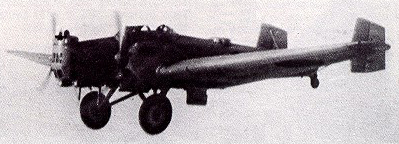
بمب‌افکن سنگین کی-۱

میتسوبیشی کی-۱ یک هواگرد تمام فلزی تک‌باله بال پایین خود اتکا با ارابه فرود ثابت و سکان و دم عمودی دوگانه بود که نیرو محرکه خود را از دو موتور میتسوبیشی ها۲–۲ (Ha2-II) دریافت می‌کرد. به کمک این موتور هواگرد حداکثر می تواست به سقف سرعت ۲۲۰ کیلومتر بر ساعت برسد که حتی بر اساس معیارهای آن زمان بسیار کند به حساب می‌آمد. البته با توجه به تأخیر در تولید ها۲–۲، نخستین پیش‌نمونه با موتور وارداتی بریتانیایی رولز-رویس بازارد آماده گشت. خلبان و کمک خلبان در یک اتاقک سر بسته به صورت پشت سر هم قرار داشتند. دو تیربارچی یکی در دماغه و دیگری در بخش پشت اتاقک در برجک‌های نیمه سر بسته مستقر بودند که هر کدام یک مسلسل ۷٫۷ میلی‌متری مدل ۸۹ در اختیار داشتند. این هواگرد می‌توانست حداکثر تا ۱۵۰۰ کیلوگرم بمب با خود حمل کند.
به جهت نارضایتی از مدل اولیه، نوع ارتقا یافته‌ای نیز تحت عنوان کی-۱–۲ (بمب‌افکن سنگین مدل ۹۳–۲ نیروی زمینی) توسط شرکت میتسوبیشی طراحی شد که داره بدنه تقویت شده، پوششی برای ارابه فرود و موتور قوی تر میتسوبیشی ها۲–۳ (Ha2-II) بود که مقدار کمی باعث افزایش حداکثر سرعت گشت. با وجود به‌کارگیری موتور جدید، عملکرد کی-۱–۲ نیز همچنان ضعیف به نظر می‌رسید و نمی‌توانست ارتفاع خود را استفاده از تنها یکی از موتورهای خود حفظ کند. این امر مسئله جدی به نظر می‌رسید چرا این موتور از قابلیت اطمینان کافی هنگام عملیات برخوردار نبود.

## تاریخچه عملیاتی
کی-۱ تحت عنوان بمب‌افکن سنگین مدل ۹۳ نیروی زمینی، هنگامی در ماه نوامبر سال ۱۹۳۳ وارد ارتش امپراتوری ژاپن شد که علاوه بر نقض مختصات مورد درخواست ارتش در سفارش خود به میتسوبیشی، از منظر فناوری هم اساساً منسوخ به حساب می‌آمد اما به جهت نیاز فوری ارتش به یک بمب‌افکن سنگین، مورد پذیرش واقع شد.
طراحی کی-۱ بسیار غیرقابل اطمینان بود به وجهی که هنگام عملیات در اثر نقص فنی در موتور، مشکل در خنک شدن و درز روغن و توان پاین آن و اشکال در عملکرد ترمز به چندین ساتحه منجر گردید.
از این هواگرد در عملیات پاکسازی و سرکوب ستیزه‌جویان در مانچوکوئو و به شکل محدود در جنگ دوم امپراتوری ژاپن و چین استفاده شد.
ادامه عملکرد ضعیف و افزایش نیاز به بمب‌افکن‌های موثرتر، موجب گشت تولید کی-۱ پس از ساخت ۱۱۸ فروند (عمدتاً کی-1-1) در سال ۱۹۳۶ متوقف و در سال ۱۹۳۸ با پدیداری هواگردهای جدیدتر با قابلیت‌های به مراتب بالاتر از جمله نمونه‌های خارجی همچون بمب‌افکن ایتالیایی فیات بی‌آر. ۲۰ (پس از آماده شدن میتسوبیشی کی-۲)، کی-۱ به‌طور کامل از خدمت در خط مقدم کنار نهاده شود.
از آن پس از کی-۱ جهت مقاصد آموزشی استفاده گردید.

## انواع
کی-۱–۱ (بمب‌افکن سنگین مدل ۹۳–۱ نیروی زمینی)مدل اولیه تولید، با دو موتور ۱۲ سیلندر میتسوبیشی ها۲–۲ (Ha2-II) خنک شونده با مایعات
کی-۱–۲ (بمب‌افکن سنگین مدل ۹۳–۲ نیروی زمینی)مدل ارتقا یافته با دو موتور قوی تر ۱۲ سیلندر میتسوبیشی ها۲–۳ (Ha2-II) خنک شونده با مایعات و بدنه تقویت شده

## کاربران
ژاپن
- سرویس هوایی نیروی زمینی امپراتوری ژاپن

## مشخصات فنی (کی-۱–۱)

### مشخصات عمومی
- خدمه: ۴ نفر
- طول: ۱۴٫۸ متر
- طول بال: ۲۶٫۵ متر
- مساحت بال: ۹۰٫۷۴ متر
- ارتفاع: ۴٫۹۲ متر
- وزن خالی: ۴۸۸۰ کیلوگرم
- وزن خالص: ۸۱۰۰ کیلوگرم
- نیرومحرکه: دو موتور شعاعی پیستونی ۱۲ سیلندر میتسوبیشی ها۲–۳ (Ha2-II) خنک شونده با مایعات: ۷۰۱ اسب بخار - ۵۲۳ کیلو وات
- پیش‌ران: ملخ ۲ تیغه چوبی با زاویه ثابت

### عملکرد
- حداکثر سرعت: ۲۲۰ کیلومتر بر ساعت
- برد: ۱۲۵۰ کیلومتر
- حداکثر ارتفاع: ۵۰۰۰ متر
- سرعت اوج‌گیری: ۳۰۰۰ متر در ۱۴ دقیقه[۱]

### تسلیحات
- سه مسلسل متحرک ۷٫۷ میلی‌متری مدل ۸۹
- ۱۵۰۰ کیلوگرم بمب